# دیوید گوردون گرین
دیوید گوردون گرین (انگلیسی: David Gordon Green؛ زادهٔ ۹ آوریل ۱۹۷۵) یک کارگردان، تهیه‌کننده، تهیه‌کننده تلویزیونی، و فیلم‌نامه‌نویس اهل آمریکا است.

## فیلم‌شناسی
- جرج واشینگتن (۲۰۰۰) نویسنده، کارگردان و تهیه‌کننده
- همه دختران واقعی (۲۰۰۳) نویسنده و کارگردان
- جریان نهفته (۲۰۰۴) نویسنده و کارگردان
- فرشتگان برفی (۲۰۰۷) نویسنده و کارگردان
- پاین‌اپل اکسپرس (۲۰۰۸) کارگردان
- والاحضرت (۲۰۱۱) کارگردان
- پرستار (۲۰۱۱) کارگردان
- شاهزاده آوالانش (۲۰۱۳) کارگردان، نویسنده و تهیه‌کننده
- جو (۲۰۱۳) کارگردان و تهیه‌کننده
- منگلهورن (۲۰۱۴) کارگردان و تهیه‌کننده
- بحران برند ماست (۲۰۱۵) کارگردان
- بز (۲۰۱۶) نویسنده
- قوی‌تر (۲۰۱۷) کارگردان
- هالووین (۲۰۱۸) کارگردان و نویسنده
- هالووین می‌کشد (۲۰۲۱) کارگردان و نویسنده
- هالووین به پایان می‌رسد (۲۰۲۲) کارگردان و تهیه‌کننده
- جن‌گیر: مؤمن (۲۰۲۳) کارگردان و نویسنده
- فندق‌شکن‌ها (۲۰۲۴) کارگردان